# Вонон II (Партия)
Вонон II е владетел на Партия от династията на Арсакидите. Управлява няколко месеца през 51 г.

## Живот
По-млад брат на Артабан II, Вонон II е бил управител на Мидия Атропатена по времето на племенника си Готариз II, когото наследява. Тацит отбелязва че царуването на Вонон II е кратко и незначително.
След смъртта на Вонон II цар на партите става синът му Вологаз I. Други синове на Вонон II са Тиридат I, цар на Велика Армения и Пакор, цар на Мидия Атропатена.